# Cadillacs and Dinosaurs (videogioco)
Cadillacs and Dinosaurs (キャディラックス 恐竜新世紀?, Kyadirakkusu kyōryū shinseki, lett. "Cadillacs Dinosaur nuovo secolo") è un videogioco arcade del 1993 pubblicato da Capcom.
È un gioco picchiaduro, tratto dai fumetti Xenozoic Tales, creati da Mark Schultz nei tardi anni '80. Ci fu anche una serie televisiva dalla quale fu creato il gioco, Cadillacs e dinosauri.
In seguito fu creato un secondo videogioco, Cadillacs and Dinosaurs: The Second Cataclysm (Cadillacs and Dinosaurs: Il Secondo Cataclisma), prodotto da Rocket Science Games, e un manuale che adattava il sistema di gioco di ruolo della GDW (già usato per Twilight 2000 e Dark Conspiracy) all'ambientazione.

## Trama
Anno 2513: la biotecnologia ha riportato in vita i dinosauri per scopi pacifici, ma uno scienziato pazzo, il dottor Simon Fessenden, capo supremo della corrotta organizzazione Black Marketeers, inizia a dare la caccia ai dinosauri stessi, riuscendo a condizionare le loro menti per usarli nel suo diabolico piano di conquistare il mondo. Il continuo processo di caccia ha reso i dinosauri violenti ed ora hanno iniziato ad attaccare villaggi e persone. Al pericoloso scienziato ed ai suoi scagnozzi s'opporranno tre uomini (Jack Tenrec, Mustapha Cairo e Mess O'Bradovich) ed una donna (Hannah Dundee).

### La Città nel Mare e la Foresta Paludosa
I protagonisti giungono alla "Città nel Mare" (ovvero una New York semi-allagata), in quanto sospettosi che l'intera rete di cacciatori operi sul posto. Raggiunta la cima d'un edificio, il boss Vice Therune ordina, invano, ai suoi tirapiedi d'attaccare gli eroi; sconfiggendoli uno ad uno arrivano a combattere lo stesso Vice, sconfiggendolo. Ormai messo alle strette, Vice rivela agli eroi che Butcher (il "Macellaio") è impegnato a cacciare nei boschi del nord. Seguendo le informazioni, i protagonisti attraversano la "Foresta Paludosa"; dopo aver sedato vari nemici e placato dinosauri ribelli, trovano diversi dinosauri morti prima di raggiungere Butcher, per poi sconfiggerlo.

### La Terra Desolata ed Il Garage di Jack
Nel frattempo, un altro boss dell'organizzazione, Hogg, consapevole che gli eroi sono impegnati nella "Foresta Paludosa", decide di recarsi al garage di Jack per impossessarsene. Procedendo nella nuova missione, gli eroi attraversano la "Terra Desolata" a bordo della loro Cadillac; a bordo della sua Harley, Hogg viene inseguito e sconfitto. In seguito, Jack si rende conto che altri gangster hanno preso il controllo del suo garage. Gli eroi giungono sul posto, spazzano via tutti i malviventi fino ad arrivare e ad affrontare il boss Slice; una volta ucciso Slice, i protagonisti riprendono il controllo del garage.

### Il Villaggio delle Fiamme
I protagonisti ricevono un messaggio da un vecchio abitante d'un villaggio, che racconta loro dello strano comportamento dei dinosauri e chiedendo aiuto. In risposta alla chiamata, gli eroi raggiungono il villaggio dove notano che i dinosauri attaccano violentemente le persone e che il villaggio è stato dato alle fiamme per opera della Black Marketeers. Proseguendo, incontrano il vecchio abitante del villaggio; questi racconta loro dell'intera rete e non appena sta per rivelare il nome del responsabile dietro tali malefatte, viene ucciso a colpi di mitra dal boss Morgan, intenzionato a neutralizzare il protagonisti. Sconfitto in combattimento, Morgan accusa un particolare malessere, trasformandosi in una creatura simile ad un dinosauro chiamato Morgue; anche se divenuto più forte, verrà nuovamente sconfitto ed eliminato. A questo punto, gli eroi hanno scoperto che uno scienziato sta creando nuove terrificanti forme di vita.

### La Giungla e la Miniera
Proseguendo, gli eroi raggiungono una miniera di carbone e poi s'inoltrano in una giungla, dove s'imbatteranno in un grande dinosauro sauropode che cerca di schiacciarli. Alla fine, raggiungono un posto dove combattono una creatura tentacolare chiamata Tyrog, che prende forma attaccandosi ai corpi dei malviventi come un mostruoso ibrido dinosauro-umano, eliminandolo. Senza aver più alcun dubbio, i protagonisti hanno capito che il dottor Simon Fessenden è la mente dietro tutto ciò che sta accadendo.

### Il Seminterrato ed il Bassofondo
La squadra si dirige verso il nascondiglio sotterraneo dello scienziato, sito da qualche parte nella "Città nel Mare". Gli eroi si dirigono verso il bunker, attraversando la biblioteca ed il laboratorio informatico, dove il dottore appare sullo schermo del computer, definendosi creatore d'un nuovo mondo. I protagonisti devono prima affrontare gli arditi Slisaurs, creature ottenute biotecnologicamente con l'unione del DNA di dinosauri con il DNA del defunto Slice. Ancora più in profondità, c'è un laboratorio biologico e sotto ancora una grotta, che alla fine conduce al laboratorio vero e proprio di Fessenden. Notando gli eroi giungere finalmente al suo cospetto, Fessenden si trasforma in una creatura simile a Morgue, per effetto d'un particolare siero autoinniettatosi, ma viene sconfitto. A questo punto, l'effetto del siero trasformante raggiunge il suo apice e Fessenden si trasforma in una mostruosa creatura a tre teste, ma gli eroi riescono a metterlo definitivamente fuori gioco ed in fin di vita.
Paralizzato dalla sua sconfitta, Fessenden imposta l'intero complesso sull'autodistruzione prima di disintegrarsi. Mentre il laboratorio inizia ad esplodere, gli eroi scappano verso l'esterno per salvarsi la vita; Hannah, però, inciampa in corsa e cade, con Jack che si ferma per soccorrerla. Solo Mustapha e Mess riescono ad uscire dal laboratorio, ormai distrutto e ridotto in macerie. Mentre stanno tornando a casa, Jack ed Hannah compaiono improvvisamente, a bordo della Cadillac, vivi e vegeti. Tutti e quattro gli eroi faranno così ritorno a casa.

## Modalità di gioco
Il sistema di gioco è simile a quello di molti altri picchiaduro a scorrimento orizzontale dello stesso periodo, basato principalmente sull'uso del joystick che consente lo spostamento del personaggio anche in profondità, come Streets of Rage o Final Fight. Una caratteristica distintiva di questo gioco è l'uso frequente di armi da fuoco raccolte da terra, così come quello di spranghe, bottiglie di vetro, coltelli, bastoni, torce, ecc. C'è anche una sequenza nel gioco, nel terzo livello, dove il giocatore può controllare un'automobile.
In Cadillacs and Dinosaurs il giocatore può accedere a molti attacchi speciali. Ciascun attacco speciale, effettuato da ogni personaggio, fa perdere energia al medesimo solo in base al numero dei nemici che vengono colpiti. Ciascun personaggio possiede uno stile di combattimento diverso. Spostando un po' velocemente il joystick in avanti, e schiacciando il tasto di attacco, il giocatore compirà un attacco audace che può colpire facilmente i nemici. Schiacciando contemporaneamente i tasti di attacco e di salto, il giocatore effettuerà un attacco di 360° con invulnerabilità temporanea che colpirà in ogni direzione i nemici vicini. Muovendo il joystick in giù, poi subito in su ed infine pigiando il tasto di attacco, il giocatore effettuerà un'altra mossa speciale che colpisce i nemici in modo multiplo, lasciando però il proprio personaggio vulnerabile.

## Personaggi

### Eroi
Cadillacs and Dinosaurs presenta 4 personaggi giocabili da scegliere a piacere:
- Jack Tenrec, meccanico, è un buon combattente che si concentra un po' più sulla forza che sull'agilità ed è invulnerabile a molti attacchi. L'attacco speciale è il pugno a spirale.
- Hannah Dundee, diplomatica e grande esploratrice, è specializzata nell'uso di coltelli ed altri oggetti: è anche in grado di scagliare i nemici molto più in alto rispetto agli altri personaggi. Non è molto potente ma possiede un'agilità notevole. L'attacco speciale è il calcio a spirale. È fidanzata con Jack.
- Mustapha Cairo, ingegnere, è il più veloce del gioco. Il suo attacco speciale è un calcio dalla grande portata, il calcio Tornado. È il miglior amico di Jack.
- Mess O'Bradovich, un uomo di cui non si conosce nulla, è il più forte degli eroi. Cammina lentamente ma è comunque in grado di correre; presenta però limitata capacità di compiere salti. L'attacco speciale è il potente colpo bomba a rotazione (Diving Body Slam).

### Boss
Come di solito accade nei giochi beat'em, c'è un boss alla fine di ogni livello. Cadillacs and Dinosaurs possiede 8 livelli e 8 boss diversi.
- Vice Terhune - il boss della Città nel Mare; armato di pistola, abbastanza veloce e forte ma dagli spostamenti prevedibili (Livello 1)
- Butcher - il boss della Foresta Paludosa; calvo, di costituzione estremamente corpulenta, armato di due lunghe sciabole, forte ed abbastanza agile (Livello 2)
- Hogg - il boss de La Terra Desolata; non molto potente, è un biker che viaggia su una moto lanciando bombe a mano ed esteticamente è ispirato a Bruiser Brody (Livello 3)
- Slice - il boss del Garage di Jack; individuo molto agile e veloce, è armato di boomerang affilati (Livello 4)
- Morgan-Morgue - il boss del Villaggio delle Fiamme; Morgan è un nanerottolo armato di una mitragliatrice ed ogni tanto lancia coltelli, sassi e bombe a mano; quando diventa Morgue assume l'aspetto d'un feroce Pachycephalosaurus (Livello 5)
- Tyrog - il boss della Giungla e della Miniera; è il risultato di una creazione da laboratorio ed assume la forma d'un mostro impossessandosi, nell'ordine, dei corpi di Gneiss, Wrench Therune e Walther Therune, diventando sempre più forte (Livello 6)
- Slisaurs - i boss de Il Seminterrato, cloni di Slice ma con fattezze da dinosauro, creati dopo la sua morte; si muovono dunque come Slice e sono anch'essi dotati dello stesso set di mosse e delle stesse armi (Livello 7)
- Dr. Simon Fessenden - il boss de Il Bassofondo; dopo essersi iniettato un particolare siero, dapprima assume la forma d'un Pachycephalosaurus, poi quella d'un mostro fondendo il proprio corpo con quello d'un Allosaurus a due teste (Livello 8)

Tutti i boss si fanno aiutare dai nemici comuni.

### Nemici comuni
- Ferris e Gneiss - teppisti da strada, nemici piuttosto deboli; attaccano con pugni e calci; in alcuni livelli è possibile vedere Gneiss alla guida d'una moto
- Driver - fratello, più resistente, di Ferris, con lo stesso set di mosse
- Gutter, Poacher Junior, Skinner - bracconieri con un passato da militari, armati di fucile e rivestiti con mantelli strappati
- Hammer Terhune, Wrench Terhune, Black "BLK" Elmer - ex giocatori di football, non a caso tutti di costituzione piuttosto corpulenta (i primi due hanno un non precisato rapporto di parentela con Vice, Walther e Lash), abbastanza forti e veloci: attaccano dando calci, pugni e spallate in corsa
- Thug e Punk - uomini di statura medio-bassa; dotati di grande agilità, attaccano dando pugni, calci e spallate ma sono anche i nemici comuni più deboli
- Blade e Razor - due ragazzi ambidestri che impugnano un coltello nella mano sinistra ed un altro nella destra; nemici poco veloci, possono lanciare i coltelli ma anche dare fendenti con essi ed attaccano a mani nude se rimangono disarmati
- Bludge - un essere simile a Blanka della serie Street Fighter, ma provvisto di coda e molto più agile e veloce; è anche in grado di ingoiare le armi giacenti sul terreno (per impedirne l'uso agli eroi)
- Walther Terhune - fratello gemello di Vice ma meno resistente, anch'esso armato di pistola
- Lash Terhune - fratello minore di Vice e Walther Terhune: è un giovane di robusta corporatura, piuttosto lento ma molto pericoloso per via della frusta metallica da lui usata abilmente; è tra i nemici comuni più resistenti
- Rock Hopper - un Dromaeosaurus
- Mack - un Triceratops
- Zeke - uno Pteranodon
- Shivat - un Tyrannosaurus; è il più resistente tra i dinosauri
- Tyrog 2 - sosia del boss Tyrog, ma meno resistente, appare senza doversi impossessare di corpi altrui

Da notare che i dinosauri non muoiono, ma si verifica in loro un mutamento di personalità quando il giocatore toglie loro tutta l'energia: in pratica ridiventano pacifici, lasciando quindi la scena.